# Ranunculus pratensis
Ranunculus pratensis är en ranunkelväxtart som beskrevs av Karel Presl. Ranunculus pratensis ingår i släktet ranunkler, och familjen ranunkelväxter. Inga underarter finns listade i Catalogue of Life.